# 光の魔人 (ザ・クロマニヨンズの曲)
「光の魔人」（ひかりのまじん ）は、日本のロックバンド、ザ・クロマニヨンズの21枚目のシングルである。2021年9月29日、自身のレーベルHAPPY SONG RECORDSからリリース。

## 解説
- 通常盤、紙ジャケット仕様の初回仕様限定盤、完全生産限定アナログ盤の3形態で発売。
- 6ヵ月連続でシングルをリリースするプロジェクト、「SIX KICKS ROCK&ROLL」[1]の第二弾となる作品である。

## 収録曲
1. 光の魔人（3:21）
  - 作詞・作曲：甲本ヒロト
2. ここにある（3:40）
  - 作詞・作曲：真島昌利

全編曲：ザ・クロマニヨンズ

## 参加アーティスト
- 甲本ヒロト
- 真島昌利
- 小林勝
- 桐田勝治